# Germán Martínez (nadador)
Germán Elberto Martínez Díaz es un nadador colombiano. Compitió en los Juegos olímpicos de Sídney terminando en la tercera posición del primer heat de los 100 m espalda, cronometró 59.94 y ocupó la posición 50 en la general.